# Ramón Alberto Rolón Güepsa
Ramón Alberto Rolón Güepsa (* 28. Februar 1959 in Arboledas, Departamento de Norte de Santander, Kolumbien) ist ein kolumbianischer Geistlicher und römisch-katholischer Bischof von Chiquinquirá.

## Leben
Ramón Alberto Rolón Güepsa empfing am 8. Dezember 1984 das Sakrament der Priesterweihe.
Am 27. Oktober 2012 ernannte ihn Papst Benedikt XVI. zum Bischof von Montería. Die Bischofsweihe spendete ihm der Erzbischof von Nueva Pamplona, Luis Madrid Merlano, am 1. Dezember desselben Jahres; Mitkonsekratoren waren Jorge Enrique Jiménez Carvajal CIM, Erzbischof von Cartagena, und Ismael Rueda Sierra, Erzbischof von Bucaramanga. Die Amtseinführung erfolgte am 15. Dezember 2012. Von Juli 2018 bis Juni 2020 war er zusätzlich Apostolischer Administrator des vakanten Bistums Montelíbano.
Papst Leo XIV. bestellte ihn am 6. Juni 2025 zum Bischof von Chiquinquirá. Die Amtseinführung erfolgte am 31. Juli desselben Jahres.